# Reverend and The Makers
I Reverend and The Makers sono un gruppo musicale britannico originario di Sheffield e attivo dal 2005.

## Storia del gruppo
Il gruppo è stato fondato ed è guidato da Jon McClure, nato a Sheffield nel 1981 e soprannominato Reverend. L'album di debutto del gruppo è The State of Things (settembre 2007), che permette alla band di guadagnare subito il successo nel Regno Unito, dal momento che, nelle classifica Official Albums Chart, il disco raggiunge la quinta posizione, trascinato dal singolo Heavyweight Champion of the World. Nel luglio 2009 esce il secondo album A French Kiss in the Chaos, anticipato dal singolo Silence Is Talking. Nell'ottobre seguente viene diffuso un doppio album live contenente una registrazione di un concerto tenuto a Sheffield. Il gruppo ha tenuto dei concerti con Oasis e Kasabian. Il terzo album è rappresentato da @Reverend_Makers, primo per la Cooking Vinyl: i precedenti album erano stati etichettati Wall of Sound. Nel febbraio 2014 esce invece Thirty Two, il cui titolo di riferisce sia all'età di Jon McClure, che al numero preferito di suo padre.

## Formazione
- Jon McClure
- Ed Cosens
- Laura McClure
- Joe Carnall
- Ryan Jenkinson

## Discografia
Album studio
- 2007 - The State of Things
- 2009 - A French Kiss in the Chaos
- 2012 - @Reverend Makers
- 2014 - Thirty Two
- 2015 - Mirrors
- 2017 - The Death of a King

Live
- 2009 - Reverend and The Makers: Live in the UK